# Юркевич, Александр Андреевич
Алекса́ндр Андре́евич Юрке́вич (1820—1885) — русский архитектор, академик архитектуры Императорской Академии художеств.

## Биография
Сверхштатный академист Императорской Академии художеств с 1836 года. Пенсионер Главного управление путей сообщения и публичных зданий. Окончил курс в 1843 году. Был признан «назначенным в академики» (1856). Избран в академики (1858).
Состоял на службе в Техническо-строительном комитете министерства внутренних дел. Состоял архитектором Михайловского дворца. Надворный советник. В 1882 году по прошению уволен от службы из-за болезни.
Имел награды: орден Святой Анны 3-й степени (1879).
Умер 21 августа (2 сентября) 1885 года, похоронен на Митрофаниевском кладбище в Петербурге.